# Chiesa dell'Annunziata (Venafro)
La chiesa della Santissima Annunziata è un edificio religioso di Venafro, provincia di Isernia.
Si tratta di una delle chiese più interessanti e di valore artistico della cittadina e del Molise, sede dell'omonima confraternita. Sorge nella parte alta della città, in Largo Annunziata, ai piedi del Castello Pandone, e possiede il campanile più alto della città.

## Storia

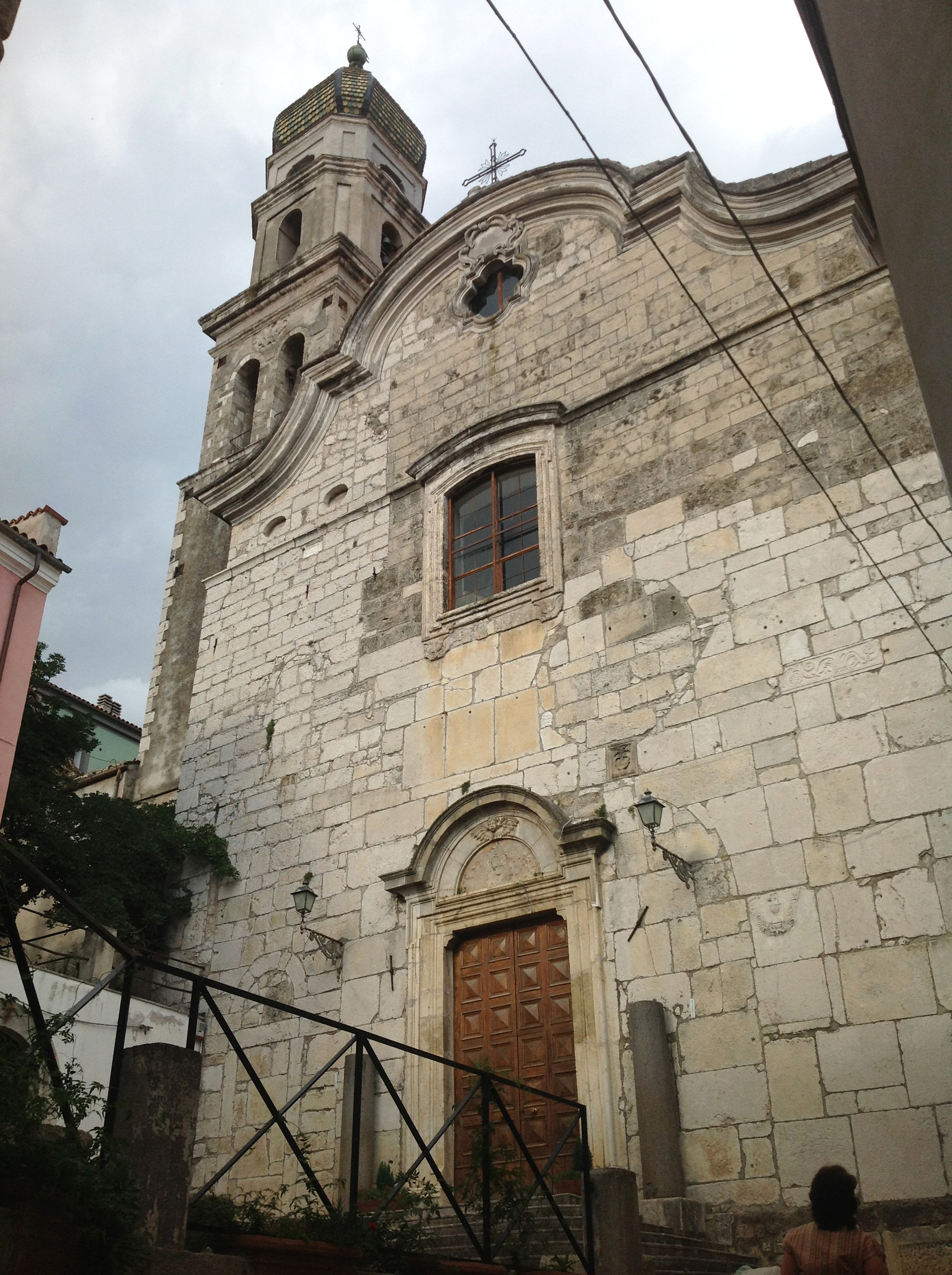
Prospetto esterno

Nel 1386 i membri della Confraternita dei Flagellanti si unirono per la stesura dell'atto ufficiale di fondazione della confraternita dell'Annunziata.
La chiesa dell'Annunziata, detta dai confratelli "la Lenziana", rappresenta un misto di sentimento religioso e valori civici per il fatto di essere non solo il concreto riferimento popolare civico delle cerimonie liturgiche, ma anche il luogo di conservazione del busto reliquiario del martire san Nicandro, e conseguentemente il luogo di inizio e fine delle cerimonie liturgiche legate alla festa patronale del santo. Come per quasi tutti gli episodi di architettura, anche nel caso dell'Annunziata di Venafro l'analisi dei segni visibili permette di individuare percorsi culturali e tradizioni religiose sui quali la sua forma oggi si mostra, facendo intuire la peculiarità di altri episodi architettonici che si pongo su tali percorsi, prima e dopo dell'Annunziata.
Nel 1616 furono avviati i lavori della cupola, mentre il soffitto della navata grande, insieme all'allargamento del complesso, furono completati nella metà del XVIII secolo.

## Architettura

### Facciata e campanile
L'edificio, come dimostra l'esterno, è costruito su una serie di sovrapposizioni stilistiche. La facciata è realizzata interamente con materiale di spoglio proveniente dal vicino teatro romano, e conserva i segni dell'evoluzione del monumento. Tra le pietre romane è di interesse un'epigrafe con un'anfora inserita in un festone a grappoli e foglie d'uva, mentre alla base del prospetto laterale, in via De Utris, si trovano basi di torchio. Delle nervature, e dei segni di muratura, testimoniano l'asse di rotazione della facciata antica, decentrata rispetto all'attuale portale, infatti sono visibili le linee dell'originale portale ad arco ogivale, e del soprastante oculo a rosone. Del portale sono stati staccati dei pezzi rimontati in quello nuovo, che mostra un arco a tutto sesto strombato, con lunetta centrale, di cui si ammira la statua di San Nazario, sormontato da una cornice alata. Il portale è sovrastato da un finestrone centrale barocco, in asse, e in cima alla facciata da una finestra più piccola a croce greca, con i lati concavi, in modo da formare una sorta di quadrifoglio.
La torre campanaria laterale è barocca, ma poggia sul primo troncone in pietra del campanile gotico, di cui sono visibili ancora delle bifore ogivali che sono state murate. Successivamente nel XVII secolo fu sopraelevata per volere del priore Francesco Coppa, e la tecnica decorativa, con la cuspide finale a cipolla, è tipica delle maestranze napoletane, che realizzarono una torre coeva anche presso la chiesa del Cristo.

### Interno
L'interno è a navata unica, coperto da una grande volta realizzata con incannucciata intonacata, che accoglie un affresco centrale della Madonna in gloria tra Santi e Apostoli. Sui lati della navata, in ordine di tre cappelle per lato, ci sono questi altari secondari, alternati ai pilastri portanti della chiesa. Il capo altare si erge su tre gradini, realizzato in marmi policromi, l'impiego di varie qualità di marmo realizza degli accentuati effetti decorativi, misti alla luce che entra dalle finestre e degli oculi della cupola presbiteriale. La tela del capo altare è l'Annunciazione di Giacinto Diano, altre opere di pregio sono le tele di Paolo Sperduti e del Diano, mentre l'impaginato architettonico a stucchi e pennacchi, è di Giandomenido De Lorenzo e Carlo Giuseppe Teresini (XVIII secolo). La cupola fu realizzata a partire dal 1618 per volere di Francesco Coppa priore, poggia su un tamburo a pianta circolare, su quattro pennacchi con raffigurazioni allegoriche delle Quattro Virtù. Al tamburo si alterna la calotta, e poi la lanterna centrale, che fa arrivare la luce al presbiterio. L'organo ligneo della controfacciata è del 1784, opera di Nicola Abbate di Airola, molto ben intagliato e dipinto, e restaurato nel 2003 dopo anni di abbandono.
Presso una cappella laterale, custodito in una nicchia con cancellate, si trova il busto reliquiario di San Nicandro martire, la testa dorata del santo e altre reliquie dei Santi Martiri, il cui santuario si trova presso il Cimitero militare francese, appena fuori Venafro. La chiesa dell'Annunziata è infatti punto di partenza e di arrivo rispettivamente delle processioni del 16 e del 18 giugno che si svolgono in occasione delle feste patronali.